# Marvin Schulz (Politiker)
Marvin Schulz (* 14. November 1994 in Berlin) ist ein deutscher Politiker (CDU) und seit 2025 Mitglied des Deutschen Bundestages.

## Leben
Schulz ist im Berliner Bezirk Reinickendorf geboren. Er studierte Verwaltungswissenschaften und ist als politischer Referent und Referatsleiter Angestellter im öffentlichen Dienst in einer Berliner Landesbehörde. Schulz war von November 2021 bis Anfang Mai 2025  Mitglied der Bezirksverordnetenversammlung (BVV) Berlin-Reinickendorf und war dort von November 2021 bis Ende April 2025 Vorsitzender der CDU-Fraktion. Des Weiteren war er Mitglied im Ältestenrat, im Ausschuss für BVV-Sondermittel, im Ausschuss für Haushalt, Gender Budgeting, Personal und Liegenschaften und im Ausschuss für Ordnung, Grünflächen, Umwelt und Natur.
Von 2015 bis 2021 war er Kreisvorsitzender der Jungen Union in Reinickendorf
Bei der Bundestagswahl 2025 kandidierte Schulz im Bundestagswahlkreis Berlin-Reinickendorf, wo er mit 30,9 Prozent der Erststimmen direkt in den 21. Deutschen Bundestag gewählt wurde. Er löste Monika Grütters (CDU) ab, die nicht mehr kandidiert hatte. Auf der Landesliste stand Schulz auf Platz 4. Sein BVV-Mandat legte er Anfang Mai 2025, drei Monate nach der konstituierenden Sitzung des 21. Deutscher Bundestag nieder.
Im Bundestag ist Schulz ordentliches Mitglied im Ausschuss für Digitales und Staatsmodernisierung sowie stellvertretendes Mitglied im Ausschuss für Wirtschaft und Energie.
Schulz wohnt in Berlin-Hermsdorf und ist dort seit 2021 Vorsitzender des CDU-Ortsverbandes.